# Amy Ryan
Amy Ryan, született Amy Beth Dziewiontkowski (Flushing, 1968. május 3. –), Oscar- és Tony-díjra jelölt amerikai színházi- és filmszínésznő.

## Fiatalkora és családja
Ryan Amy Beth Dziewiontkowski néven született a Queens-iFlushingban, Pamela és John Dziewiontkowski lányaként. Anyja ápolónő, apja teherautós céget üzemeltet. Lengyel, ír és angol származású.
Az 1970-es években Ryan és nővére, Laura kerékpárral szállították a Daily News című hírlapot. Ryan fiatalon a Stagedoor Manor Performing Arts Centerbe járt New York állam északi részén. Tizenhét évesen végezte el a New York-i High School of Performing Arts-ot. A középiskola után a Biloxi Blues országos turnéjára szerződtették, és Ryan a következő évtizedben folyamatosan dolgozott a Broadwayn és környékén. Anyja lánykori nevét választotta művésznevének.

## Magánélete
2011-ben ment hozzá Eric Slovinhoz. 2009. október 15-én lányuk született.

## Filmográfia

### Film
| Év   | Magyar cím                               | Eredeti cím                                     | Szerep                 | Magyar hang         |
| ---- | ---------------------------------------- | ----------------------------------------------- | ---------------------- | ------------------- |
| 1999 | Roberta                                  | Roberta                                         | Judy                   |                     |
| 2000 | Számíthatsz rám                          | You Can Count on Me                             | Rachel Louise Prescott |                     |
| 2000 |                                          | A Pork Chop for Larry (rövidfilm)               | Beth                   |                     |
| 2004 | Keane                                    | Keane                                           | Lynn Bedik             | Létay Dóra          |
| 2005 | Világok harca                            | War of the Worlds                               | szomszéd csecsemővel   |                     |
| 2005 | Capote                                   | Capote                                          | Marie Dewey            | Ruttkay Laura       |
| 2005 | Amin a muszlimok röhögnek                | Looking for Comedy in the Muslim World          | Emily Brooks           |                     |
| 2006 |                                          | Marvelous                                       | Queenie                |                     |
| 2007 | Hideg nyomon                             | Gone Baby Gone                                  | Helene McCready        | Kovács Nóra         |
| 2007 |                                          | Neal Cassady                                    | Carolyn Cassady        |                     |
| 2007 | Mielőtt az ördög rádtalál                | Before the Devil Knows You're Dead              | Martha Hanson          | Németh Kriszta      |
| 2007 | Dan és a szerelem                        | Dan in Real Life                                | Eileen Burns           | Ősi Ildikó          |
| 2008 | Elcserélt életek                         | Changeling                                      | Carol Dexter           | Kerekes Andrea      |
| 2009 | Az eltűnt személy                        | The Missing Person                              | Miss Charley           |                     |
| 2010 | Jack csónakázni megy                     | Jack Goes Boating                               | Connie                 | Kovács Nóra         |
| 2010 | Zöld Zóna                                | Green Zone                                      | Lawrie Dayne           | Bognár Gyöngyvér    |
| 2011 | Győzzünk már!                            | Win Win                                         | Jackie Flaherty        | Tóth Enikő          |
| 2013 | Kísértés                                 | Breathe In                                      | Megan Reynolds         | Majsai-Nyilas Tünde |
| 2013 | Szupercella                              | Escape Plan                                     | Abigail Ross           | Ruttkay Laura       |
| 2013 | Ördöglakat                               | Devil's Knot                                    | Margaret Lax           | Bálint Adrienn      |
| 2014 | Birdman avagy (A mellőzés meglepő ereje) | Birdman or (The Unexpected Virtue of Ignorance) | Sylvia                 | Ősi Ildikó          |
| 2015 | Áss csodát!                              | Don Verdean                                     | Carol Jensen           | Bertalan Ágnes      |
| 2015 | Hétköznapi titkaink                      | Louder Than Bombs                               | Hannah                 | Spilák Klára        |
| 2015 | Libabőr                                  | Goosebumps                                      | Gale Cooper            | Bertalan Ágnes      |
| 2015 | Kémek hídja                              | Bridge of Spies                                 | Mary McKenna Donovan   | Orosz Anna          |
| 2016 | Központi hírszerzés                      | Central Intelligence                            | Pamela Harris ügynök   | Bertalan Ágnes      |
| 2016 | Beépülve: Az Escobar ügy                 | The Infiltrator                                 | Bonni Tischler         | Ősi Ildikó          |
| 2016 | Monster Trucks – Szörnyverdák            | Monster Trucks                                  | Cindy Coley            | Ősi Ildikó          |
| 2016 | Monster Trucks – Szörnyverdák            | Monster Trucks                                  | Cindy Coley            | Hámori Eszter       |
| 2017 |                                          | Abundant Acreage Available                      | Tracy Ledbetter        |                     |
| 2018 | Csodálatos fiú                           | Beautiful Boy                                   | Vicki Sheff            | Kovács Nóra         |
| 2019 | Talkshow                                 | Late Night                                      | Caroline Morton        | Kisfalvi Krisztina  |
| 2019 |                                          | Strange but True                                | Charlene Chase         |                     |
| 2020 | Mennyit ér egy élet?                     | Worth                                           | Camille Biros          | Bertalan Ágnes      |
| 2020 | Elveszett lányok                         | Lost Girls                                      | Mari Gilbert           | Pálfi Kata          |
| 2023 | Amitől félünk                            | Beau Is Afraid                                  | Grace                  |                     |
| 2024 | Két magányos farkas                      | Wolfs                                           | Margaret               |                     |

### Televízió
| Év        | Magyar cím                               | Eredeti cím                       | Szerep                                             | Megjegyzések                               |
| --------- | ---------------------------------------- | --------------------------------- | -------------------------------------------------- | ------------------------------------------ |
| 1990      |                                          | As the World Turns                | Renee                                              | 1 epizód                                   |
| 1991      | Quantum Leap – Az időutazó               | Quantum Leap                      | Libby McBain                                       | 1 epizód                                   |
| 1991      | Brooklyn-híd                             | Brooklyn Bridge                   | Sophie fiatalon                                    | 1 epizód                                   |
| 1992      | Házi barkács                             | Home Improvement                  | Robin                                              | 1 epizód                                   |
| 1992      |                                          | I'll Fly Away                     | Parkie Sasser                                      | 6 epizód                                   |
| 1993–2006 | Esküdt ellenségek                        | Law & Order                       | Amy / Valerie Messick                              | 2 epizód                                   |
| 1995      |                                          | Sirens                            | April Ward                                         | 1 epizód                                   |
| 1995      | Vészhelyzet                              | ER                                | Elizabeth nővér                                    | 1 epizód                                   |
| 1995–1996 |                                          | The Naked Truth                   | Chloe Banks                                        | 20 epizód                                  |
| 1998      | Chicago Hope kórház                      | Chicago Hope                      | Helen Sherwood                                     | 1 epizód                                   |
| 1998      | Önfejűek                                 | A Will of Their Own               | Carrie Baker                                       | minisorozat (1 epizód)                     |
| 1999      | Gyilkos utcák                            | Homicide: Life on the Street      | Erika Cullen                                       | 1 epizód                                   |
| 2000      | Esküdt ellenségek: Különleges ügyosztály | Law & Order: Special Victims Unit | Lorraine Hansen                                    | 1 epizód                                   |
| 2001–2002 |                                          | 100 Centre Street                 | Rebecca Rifkind / Ellen                            | 7 epizód                                   |
| 2003–2007 | Esküdt ellenségek: Bűnös szándék         | Law & Order: Criminal Intent      | Julie Turner / Edie Nelson                         | 2 epizód                                   |
| 2003–2008 | Drót                                     | The Wire                          | Beadie Russell                                     | 20 epizód                                  |
| 2004      | Harmadik műszak                          | Third Watch                       | Dr. Jenny Hanson                                   | 1 epizód                                   |
| 2006      |                                          | American Experience               | Luzena Wilson                                      | 1 epizód                                   |
| 2006–2007 | Váltságdíj                               | Kidnapped                         | Maureen Campbell                                   | 2 epizód                                   |
| 2008      |                                          | Independent Lens]                 | Anita Hoffman (hangja)                             | 1 epizód                                   |
| 2008–2011 | Office                                   | The Office                        | Holly Flax                                         | 17 epizód                                  |
| 2010      | In Treatment – A terapeuta               | In Treatment                      | Adele                                              | 8 epizód                                   |
| 2013      | Előzmények törlése                       | Clear History                     | Wendy, pincérnő                                    | - tévéfilm - magyar hangja: - Madarász Éva |
| 2015–2017 |                                          | Broad City                        | Heidi Strand                                       | 2 epizód                                   |
| 2016–2019 | A kenderfutár                            | High Maintenance                  | Gigi                                               | 2 epizód                                   |
| 2018      | Robotcsirke                              | Robot Chicken                     | Lobster Lady / Psylocke / Liesl von Trapp (hangja) | 1 epizód                                   |
| 2020      |                                          | I'll Be Gone in the Dark          | önmaga (hangja)                                    | minisorozat (6 epizód)                     |
| 2021–2024 | Gyilkos a házban                         | Only Murders in the Building      | Jan Bellows                                        | főszereplő                                 |
| 2024      |                                          | Sugar                             | Melanie Matthews                                   | főszereplő                                 |

## Fordítás
- Ez a szócikk részben vagy egészben  az   Amy Ryan című angol Wikipédia-szócikk fordításán alapul.  Az eredeti cikk szerkesztőit annak laptörténete sorolja fel. Ez a jelzés csupán a megfogalmazás eredetét és a szerzői jogokat jelzi, nem szolgál a cikkben szereplő információk forrásmegjelöléseként.